# Nikołaj Onopczenko
Nikołaj Markowicz Onopczenko (ros. Николай Маркович Онопченко, ur. 3 października 1920 we wsi Maniły w obwodzie charkowskim, zm. 3 maja 1998 w Stupino) – radziecki lotnik wojskowy, Bohater Związku Radzieckiego (1946).

## Życiorys
Urodził się w ukraińskiej rodzinie chłopskiej. Skończył 9 klas i aeroklub w Charkowie, od września 1940 służył w Armii Czerwonej, w 1942 ukończył Czugujewską Wojskową Lotniczą Szkołę Pilotów i w lipcu 1942 został skierowany na Front Zakaukaski. Później walczył na Froncie Północno-Kaukaskim, w składzie Samodzielnej Armii Nadmorskiej, na 4 Froncie Ukraińskim i 2 Białoruskim. Uczestniczył w operacji północnokaukaskiej, krasnodarskiej, noworosyjsko-tamańskiej, kerczeńsko-eltigeńskiej, krymskiej, białoruskiej, wschodniopruskiej, mławsko-elbląskiej, pomorskiej i berlińskiej jako dowódca eskadry 163 gwardyjskiego pułku lotnictwa myśliwskiego 229 Dywizji Lotnictwa Myśliwskiego 4 Armii Powietrznej 2 Frontu Białoruskiego. Wykonał 642 loty bojowe, w tym 446 zwiadowczych, stoczył 87 walk powietrznych, w których strącił osobiście 14 samolotów wroga, 1 zniszczył na ziemi, a w grupie zestrzelił 6 samolotów. W 1948 ukończył kursy doskonalenia kadry oficerskiej, w 1959 został zwolniony do rezerwy w stopniu pułkownika. Otrzymał honorowe obywatelstwo Sewastopola.

## Odznaczenia
- Złota Gwiazda Bohatera Związku Radzieckiego (15 maja 1946)
- Order Lenina (15 maja 1946)
- Order Czerwonego Sztandaru (trzykrotnie - 2 maja 1943, 15 kwietnia 1944 i 30 kwietnia 1945)
- Order Aleksandra Newskiego (12 lipca 1944)
- Order Wojny Ojczyźnianej I klasy (6 września 1943 i 11 marca 1985)
- Order Czerwonej Gwiazdy (dwukrotnie, m.in. 19 października 1943)
- Medal „Za obronę Kaukazu”

I inne.